# Liga de la Justicia de Zack Snyder
Liga de la Justicia de Zack Snyder (en inglés: Zack Snyder's Justice League), comúnmente conocida como «Snyder Cut», es una versión del director de la película estadounidense de superhéroes del mismo nombre de 2017, la quinta película y la décima en estrenarse del Universo extendido de DC (DCEU) y basada en el equipo de superhéroes del mismo nombre de DC Comics. Esta versión de 4 horas de duración es la visión original del director Zack Snyder antes de tener que realizar los cambios estipulados por el estudio y posteriormente abandonar la producción en 2017, donde Joss Whedon lo reemplazó y asumió sus funciones borrando un 90% de lo hecho por Snyder. Al igual que el estreno teatral de 2017, Zack Snyder's Justice League sigue al equipo del mismo nombre compuesto por: Superman (Henry Cavill), Batman (Ben Affleck), Mujer Maravilla (Gal Gadot), Cyborg (Ray Fisher), Aquaman (Jason Momoa) y Flash (Ezra Miller), mientras intentan salvar al mundo de la catastrófica amenaza de Steppenwolf (Ciarán Hinds), Darkseid (Ray Porter) y su ejército de Parademonios.  
Liga de la Justicia, estrenada por Warner Bros. Pictures en 2017, sufrió una difícil producción. Su guion sufrió importantes cambios antes y durante la producción entre 2016 y 2017. En mayo de 2017, Snyder renunció a la posproducción tras la muerte de su hija, y Joss Whedon fue contratado para terminar la película, completándola como director no acreditado. Whedon supervisó los rodajes y otros cambios que incorporaron un tono más brillante y más humor, y redujo significativamente la duración de la película de acuerdo con un mandato de Warner Bros. La versión teatral de la Liga de la Justicia 2017 recibió críticas mixtas y fue una decepción en la taquilla, lo que llevó a Warner Bros. a reevaluar el futuro del DCEU, y a centrarse en el desarrollo de películas en torno a los personajes individuales con menos atención a una narrativa compartida.
A medida que salían a la luz detalles sobre la problemática producción de la película y el comportamiento abusivo de Whedon con los actores en el set, muchos fans expresaron su interés por un corte alternativo más fiel a la visión del cineasta Snyder. Los fans y los miembros del reparto y del equipo hicieron una petición para que se estrenara esta versión, a la que apodaron "Snyder Cut”. Los expertos de la industria consideraron que el lanzamiento era poco probable, sin embargo, al tiempo que pasó Warner Bros, decidió seguir adelante con ella en febrero de 2020; en mayo, Snyder anunció que el corte original se estrenaría como Liga de la Justicia de Zack Snyder a través del servicio de streaming HBO Max. Costó alrededor de $70 millones completar los efectos visuales, la partitura y la edición, con el nuevo material filmado en octubre de 2020. El lanzamiento se planeó originalmente como una miniserie de seis episodios y una película de cuatro horas, pero el concepto de miniserie se desechó en enero de 2021.
La Liga de la Justicia de Zack Snyder se estrenó en HBO Max en Estados Unidos el 18 de marzo de 2021. Se convirtió en el tercer mayor debut cinematográfico más reproducido en la plataforma ese año. La mayoría de los críticos consideraron que esta versión original de Zack Snyder era superior a la versión de cines de 2017, con elogios por la dirección y caracterización mejorada de Snyder, pero criticando la duración de la película. La película está dedicada a la memoria de Autumn, hija de Zack Snyder.

## Argumento
Hace cinco mil años, Darkseid (Ray Porter) y su ejército de Parademonios intentaron conquistar la Tierra utilizando las tres Cajas Madre. El intento fue frustrado por una alianza unificada de Antiguos Dioses, Amazonas, Atlantes, Hombres y un Linterna Verde, y las Cajas Madre fueron dejadas atrás involuntariamente durante su retirada. Tras la batalla, las Cajas fueron escondidas en diferentes lugares, custodiadas por las Amazonas, los Atlantes y los Hombres, respectivamente. En el presente, la muerte de Superman (Henry Cavill) desencadena la reactivación de las Cajas, atrayendo a la Tierra a Steppenwolf (Ciarán Hinds), el teniente caído en desgracia de Darkseid. Steppenwolf pretende recuperar el favor de Darkseid reuniendo las cajas para formar "la Unidad", que terraformara la Tierra a semejanza de su mundo Apokolips.
Steppenwolf recupera una Caja Madre de Temiscira, lo que hace que la reina Hipólita (Connie Nielsen) advierta a su hija Diana Prince (Gal Gadot). Diana recibe el mensaje y se entera de los acontecimientos relacionados con Darkseid y Steppenwolf. Ella le informa a Bruce Wayne (Ben Affleck), y los dos buscan formar un equipo de metahumanos para proteger la Tierra. Bruce localiza a Arthur Curry (Jason Momoa) y Barry Allen (Ezra Miller), mientras que Diana localiza a Victor Stone (Ray Fisher). Barry se une inmediatamente, mientras que Arthur y Victor se niegan. Sin embargo, Victor se une después de que su padre Silas (Joe Morton) y otros empleados de los Laboratorios S.T.A.R. sean secuestrados por los Parademonios que buscan la Caja Madre de los humanos. Cuando los exploradores del puesto de avanzada atlante que custodian su Caja Madre desaparecen, habiendo sido secuestrados e interrogados por Steppenwolf para localizarla, su mentor Vulko (Willem Dafoe) le pide a Arthur que ayude a su compañera atlante Mera (Amber Heard) a proteger el puesto de avanzada cuando su hermanastro Orm se niega a actuar. Arthur acude a regañadientes al puesto de avanzada, pero finalmente no logra impedir que Steppenwolf se lleve la Caja.
El equipo recibe información del comisario de policía de Ciudad Gótica, James Gordon (J. K. Simmons), que los lleva hasta el ejército de Steppenwolf en unas instalaciones abandonadas bajo el puerto de Gotham. Aunque el grupo rescata a los empleados secuestrados, la instalación se inunda durante el combate, atrapando al equipo hasta que Arthur llega y retrasa la inundación para que puedan escapar. Victor recupera la última Caja Madre, que había escondido, para que el grupo la analice. Victor revela la historia de la Caja y que Silas utilizó la Caja para reconstruir su cuerpo después de un accidente de coche. Explica que las Cajas son "máquinas de cambio" que hacen cumplir la voluntad de su amo, destruyendo o devolviendo la vida sin prejuicios. El grupo llega a la conclusión de que podrían utilizar la Caja para resucitar a Superman para obtener su ayuda en la lucha contra Steppenwolf. Mientras tanto, las dos Cajas Madre en su poder muestran a Steppenwolf una visión de un poder secreto en la Tierra, la Ecuación Anti-Vida, que fue buscada por Darkseid durante incontables milenios y descubierta inicialmente durante su primera invasión fallida de la Tierra, para luego perderse junto a las Cajas Madre. Steppenwolf le informa entonces a DeSaad (Peter Guinness) del descubrimiento y Darkseid le informa de que debe completar su misión, ya que llegará a la Tierra personalmente después. Barry y Victor exhuman el cuerpo de Superman y lo colocan en el líquido amniótico de la cámara de génesis de una nave kryptoniana guardada en los Laboratorios S.T.A.R. Después de que Barry active la Caja Madre, un Superman amnésico es resucitado, atacando inmediatamente al grupo después de que los cibernéticos de Victor le apunten en defensa propia. Superman derrota al grupo de forma contundente, pero Lois Lane (Amy Adams), que había estado visitando el monumento a Superman, llega justo a tiempo para calmarlo, evitando que mate a Bruce. Juntos, Lois y Superman parten hacia la casa de su familia en Smallville, donde recupera sus recuerdos y se reúne con su madre, Martha Kent (Diane Lane).
Mientras el grupo se recupera de su combate, Steppenwolf ataca los Laboratorios S.T.A.R. y recupera la última Caja Madre. Antes de que Steppenwolf pueda reclamarla, Silas consigue sobrecargar la Caja con calor láser a costa de su propia vida, lo que le permite a Victor rastrearla mediante el calor. Sin Superman, los cinco héroes viajan a una ciudad rusa abandonada, donde Steppenwolf pretende unir las Cajas. Los héroes planean separar las Cajas golpeándolas con una carga cinética generada por Barry y Victor. El equipo se abre paso entre los Parademonios para llegar a las Cajas mientras Barry corre para generar la carga. Superman llega y vence a Steppenwolf, pero cuando Victor está listo, Barry es derribado por un Parademonio, lo que da tiempo a que las Cajas formen la Unidad, provocando una enorme explosión que acaba con el equipo. Barry entra en la Fuerza de la Velocidad antes de que la onda expansiva lo alcance y corre más rápido que la velocidad de la luz, invirtiendo el tiempo hasta unos segundos antes de la explosión para darle a Victor la carga necesaria que finalmente le permite, junto con Superman, separar las Cajas. Los héroes matan a Steppenwolf y lanzan su cuerpo decapitado a través de un portal a Apokolips. Sin embargo, Darkseid le asegura a su sirviente DeSaad que, a pesar de este contratiempo, volverá a la Tierra con su flota para completar su búsqueda ahora que se ha redescubierto la ubicación de la Ecuación Anti-Vida.
Tras la batalla, Bruce, Diana y Alfred Pennyworth (Jeremy Irons) acuerdan establecer una base de operaciones en la antigua Mansión Wayne. Mientras el equipo se establece, Diana contempla a sus hermanas amazonas, Barry adquiere un trabajo en el Departamento de Policía de Ciudad Central que impresiona a su padre Henry (Billy Crudup), Victor se inspira en un mensaje de su padre para usar sus habilidades para el bien, Arthur se despide de Mera y Vulko mientras va a ver a su padre, y Superman retoma su vida como el reportero Clark Kent y como el mayor protector de la Tierra.
Lex Luthor (Jesse Eisenberg), que ha escapado del Manicomio Arkham, recibe la visita de Slade Wilson (Joe Manganiello), a quien Luthor le revela la identidad secreta de Batman. Después de tener una pesadilla en la que están implicados él mismo, Victor, Barry, Mera, Wilson, el Guasón (Jared Leto) y un malvado Superman en un mundo postapocalíptico, Bruce recibe la visita del Detective Marciano (Harry Lennix), quien previamente visitó a Lois disfrazado de Martha. Éste le agradece a Bruce de que haya reunido al equipo antes de decir que estarán en contacto para prepararse para la próxima invasión de Darkseid a la Tierra.

## Reparto
- Ben Affleck como Bruce Wayne / Batman: Un miembro de la alta sociedad adinerado, propietario de Empresas Wayne y fundador de la Liga de la Justicia. Se dedica a proteger a Gotham de su criminal inframundo como un vigilante enmascarado altamente entrenado equipado con varias herramientas y armas. El director Zack Snyder describió al Batman de Affleck en un camino de redención en La Liga de la Justicia de Zack Snyder, sintiéndose culpable por sus acciones en Batman v Superman: Dawn of Justice (2016).[5][6]
- Henry Cavill como Kal-El / Clark Kent / Superman: Un sobreviviente kryptoniano y periodista del Daily Planet con sede en Metrópolis. En 2018, Cavill describió a Superman tal como aparece en la versión del director, como completando su arco de personaje que comenzó con El hombre de acero (2013) hasta convertirse en el «verdadero» Superman siendo una antorcha de esperanza para la humanidad, su capacidad de hacer el bien inspira a los otros miembros de la Liga de la Justicia brindándoles esperanza siendo el líder como se muestra en los cómics.[6] Snyder dijo que si bien le encantan las representaciones tradicionales del personaje, quería que Superman tuviera un arco realista y se desarrollara como personaje, y no un «Boy Scout unidimensional».[7]
- Amy Adams como Lois Lane: Compañera de trabajo en el Daily Planet e interés amoroso de Clark Kent.[8]
- Gal Gadot como Diana Prince / Mujer Maravilla: Una semidiosa inmortal y guerrera amazona. Es también la cofundadora de la Liga de la Justicia.[8]
- Ray Fisher como Victor Stone / Cyborg: Un exatleta universitario que, después de ser reconstruido cibernéticamente luego de un accidente automovilístico casi fatal, se convierte en un ser tecnoorgánico mejorado por tecnología alienígena biomimética reactiva y adaptativa. Se convierte en miembro de la Liga de la Justicia tras ser reclutado por Diana Prince. Gran parte del desarrollo del personaje de Cyborg se eliminó en la versión teatral, y Snyder describió a Cyborg tal como se lo representa en Liga de la Justicia de Zack Snyder como «el corazón de la película». De manera similar, Fisher declaró que el arco del personaje de Cyborg es emocional y alegórico del «viaje que han hecho los negros en Estados Unidos». Según Fisher, la única escena suya dirigida por Snyder que permaneció en el montaje en cines fue la de Cyborg encontrándose con Batman y el comisionado Gordon en la azotea de la policía de Gotham.[9]
- Jason Momoa como Arthur Curry / Aquaman: Mitad humano y mitad atlanteano con fuerza sobrehumana y habilidades acuáticas. Es reclutado por Bruce Wayne para formar parte de la Liga de la Justicia.[8]
- Ezra Miller como Barry Allen / Flash: Un estudiante universitario de Ciudad Central que busca un título en justicia penal con la esperanza de exonerar a su padre del asesinato de su esposa, la madre de Barry. Es un metahumano velocista con el poder de moverse a velocidades sobrehumanas que pasa a ser parte de la Liga de la Justicia tras ser reclutado por Bruce Wayne.
- Willem Dafoe como Nuidis Vulko: Un atlanteano que actúa como el mentor de Arthur. Es también el principal asesor del reino de la Atlántida.[10][11]
- Jesse Eisenberg como Lex Luthor: El archienemigo de Superman y ex director de LexCorp. La aparición original de Lex al final de la película se filmó originalmente de manera diferente a la versión de cines, así abriendo camino para el proyecto, The Batman de Affleck en lugar de una posible secuela de la Liga de la Justicia.
- Jeremy Irons como Alfred Pennyworth: Mayordomo de Bruce Wayne que brinda apoyo táctico a Batman y a la Liga de la Justicia.[12]
- Diane Lane como Martha Kent: Madre adoptiva de Clark Kent.[8]
- Connie Nielsen como Hipólita: La madre de Diana y la reina amazona de Themyscira.[8]
- J. K. Simmons como Comisario James Gordon: Comisario del Departamento de Policía de Gotham y aliado de Batman.
- Ciarán Hinds como Steppenwolf: Un oficial militar y Nuevo Dios del planeta Apokolips que lidera un ejército Parademonio en busca de las tres Cajas Madre que se encuentran en la Tierra.[13] Hinds había descrito previamente a Steppenwolf como «viejo, cansado, todavía tratando de salir de su propia esclavitud a Darkseid».[14] Steppenwolf fue rediseñado para la nueva versión,[15] acercando su apariencia a la visión original de Snyder antes de la interferencia del estudio.[16] Anteriormente, Hinds expresó su frustración con el corte teatral que recortó la historia de fondo y el carácter de Steppenwolf.[17]
- Zheng Kai como Ryan Choi: Un científico de Laboratorios S.T.A.R.,[18] bajo el mando de Silas Stone. Al final de la película, Choi asciende a Director de Nanotecnología de la empresa.[19] El personaje estaba destinado a protagonizar un spin-off, y Snyder había mostrado un pitch para una película al estudio. El cineasta declaró que la película habría presentado a Choi tomando el manto de Atom y se habría desarrollado en China con un elenco chino.[20]
- Amber Heard como Mera: Una princesa atlanteana que fue criada por la madre de Arthur Curry, la reina Atlanna. Es el interés amoroso de Arthur.[8]
- Joe Morton como Silas Stone: El padre de Victor Stone y el jefe de Laboratorios S T A.R..[8]
- Lisa Loven Kongsli como Menalippe: Teniente de Hipólita y tía de Diana.
- Jared Leto como el Guasón: Un criminal psicótico y archienemigo de Batman. Leto repite su papel de Escuadrón Suicida (2016).[21] No se planeó que el Guasón apareciera en la película original, pero Snyder decidió usarlo en algún momento después de que su nueva versión tuviera luz verde,[22] ya que siempre fue la intención de Snyder llevar al Guasón a sus películas de la Liga de la Justicia.[23] El personaje fue rediseñado para la nueva versión.[24]
- Karen Bryson como Elinore Stone: La difunta madre de Victor Stone.[8][25]
- Kiersey Clemons como Iris West: El interés amoroso de Barry Allen.[8]
- Ray Porter como Darkseid: Un Nuevo Dios tiránico del planeta Apokolips y maestro de Steppenwolf.[26][27] Darkseid no apareció en la versión teatral,[28] lo que significa que la Liga de la Justicia de Zack Snyder marca la primera aparición del personaje en una película de acción real.[27] Porter interpretó a Darkseid mediante el uso de captura de movimiento[13] y «pasó por alguna gimnasia vocal diferente tratando de descifrar la voz».[29] Porter no estaba familiarizado con el personaje de Darkseid cuando fue elegido, pero Snyder y el guionista Chris Terrio lo ayudaron a guiarlo con su conocimiento de la historia de los cómics.[29]
- Peter Guinness como DeSaad: El maestro ejecutor y leal sirviente de Darkseid.[30][31]
- Harry Lennix como J'onn J'onzz / Calvin Swanwick / Detective Marciano:[32] Un extraterrestre marciano verde del planeta Marte con la habilidad de cambiar de forma y usar telepatía,[33] que posa en la Tierra como un humano al crear el alias de Calvin Swanwick hace décadas.[34] Ascendiendo de rango a posiciones de poder, Swanwick se desempeña como Secretario de Defensa en el gobierno de Estados Unidos. Lennix repite su papel de películas anteriores del Universo extendido de DC. Snyder mencionó que Swanwick siempre fue el Detective Marciano desde El hombre de acero y que ha estado guiando a Clark, Lois y a la humanidad en su conjunto, empujándolos a hacer el bien ya que él quiere que la humanidad actúe y trate de proteger la Tierra primero antes de involucrarse directamente él mismo.

Otros actores que repiten sus papeles de películas anteriores del Universo extendido de DC incluyen a: Eleanor Matsuura como Epione, Samantha Jo (quien también interpretó a la kryptoniana Car-Vex en El hombre de acero) como Euboea, Ann Ogbomo como Philippus, Doutzen Kroes como Venelia, Carla Gugino como la voz de Kelor, la I.A. de la nave kryptoniana y Russell Crowe (a través de una grabación de voz de archivo) como Jor-El. Las apariciones no acreditadas incluyen a Robin Wright como Antiope, Billy Crudup como Henry Allen, el padre de Barry, Kevin Costner (a través de una grabación de voz de archivo y una fotografía) como Jonathan Kent y Joe Manganiello como el cazarrecompensas Slade Wilson / Deathstroke. Sergi Constance, Nick McKinless y Aurore Lauzeral interpretan los roles de los dioses antiguos olímpicos: Zeus el Dios Rey, Ares el Dios de la Guerra y Artemisa la Diosa de la Caza. La apariencia de David Thewlis, quién interpretó al personaje en Wonder Woman (2017), se superpone a Ares, mediante el uso de efectos especiales. Julian Lewis Jones y Francis Magee interpretan a dos antiguos líderes de la Tierra, entre ellos: el Rey Atlan de la Atlántida y el Rey de los Hombres, respectivamente. Michael McElhatton aparece como el líder de un grupo de terroristas que chocan con la Mujer Maravilla al principio de la película.
Además, Abuela Bondad aparece mediante el uso de efectos especiales generados por computadora. El personaje se inspiró en la tía de un artista de Weta llamado Jojo Aguilar. Los Linternas Verde que aparecen en la película, incluidos Yalan Gur y Kilowog, también aparecen mediante el uso de efectos especiales de animación CGI. La escena final se filmó originalmente con John Stewart / Linterna Verde interpretado por Wayne T. Carr en el lugar del Detective Marciano, pero Warner Bros. Pictures rechazó la idea ya que tenían otros planes para el personaje. Las variaciones previas de la escena que fueron filmadas incluyeron combinaciones de héroes: Kilowog con John Stewart, Kilowog con Tomar-Re, y John Stewart con el Detective Marciano, el primero que no fue filmado pero planeado por Snyder antes de cambiar a Kilowog por el Detective Marciano, el segundo se desechó a principios de la posproducción en 2017, y el tercero se terminó/filmó en agosto de 2020. Otra filmación de iteración fue Stewart visitando a Alfred, pero Snyder lo volvió a filmar como Superman visitando a Alfred en 2016. Snyder se comprometió con el estudio y volvió a filmar la escena para incluir solo al Detective Marciano en octubre de 2020. También tuvo que volver a filmar el lado de la escena de Ben Affleck ya que el metraje filmado anteriormente no se podía utilizar debido a las luces verdes parpadeando en Affleck. Una de las primeras ideas descartadas que tuvo Snyder fue incluir a Ryan Reynolds, quien previamente interpretó a Hal Jordan en Linterna Verde (2011), como una «linterna adicional ... para llenar un poco la corporación». Sin embargo, nunca habló con Reynolds al respecto.

## Desarrollo

### Producción deLiga de la Justicia
Tras el estreno de El hombre de acero (2013), el director Zack Snyder describió la base del Universo extendido de DC (DCEU), que se centró en un arco de cinco películas que incluía El hombre de acero (2013), Batman v Superman: Dawn of Justice (2016), y una trilogía de la Liga de la Justicia. La visión original de Snyder era que Batman v Superman fuera el más oscuro de la franquicia, y que las películas adquirieran un tono más esperanzador a partir de ahí. Sin embargo, Batman v Superman fue mal recibido, con críticas dirigidas a su tono oscuro, falta de humor y ritmo lento. Esta reacción hizo que el distribuidor Warner Bros. y Snyder reevaluaran las próximas películas de DCEU, en particular Suicide Squad (2016), que ya había terminado la fotografía principal, y Justice League, que estaba a un mes de la filmación. Snyder y el guionista Chris Terrio reescribieron Justice League para tener un tono más esperanzador de lo planeado originalmente. El director de fotografía Fabian Wagner dijo que Snyder quería "alejarse del aspecto estilizado, desaturado y de alto contraste de otras películas de la franquicia".

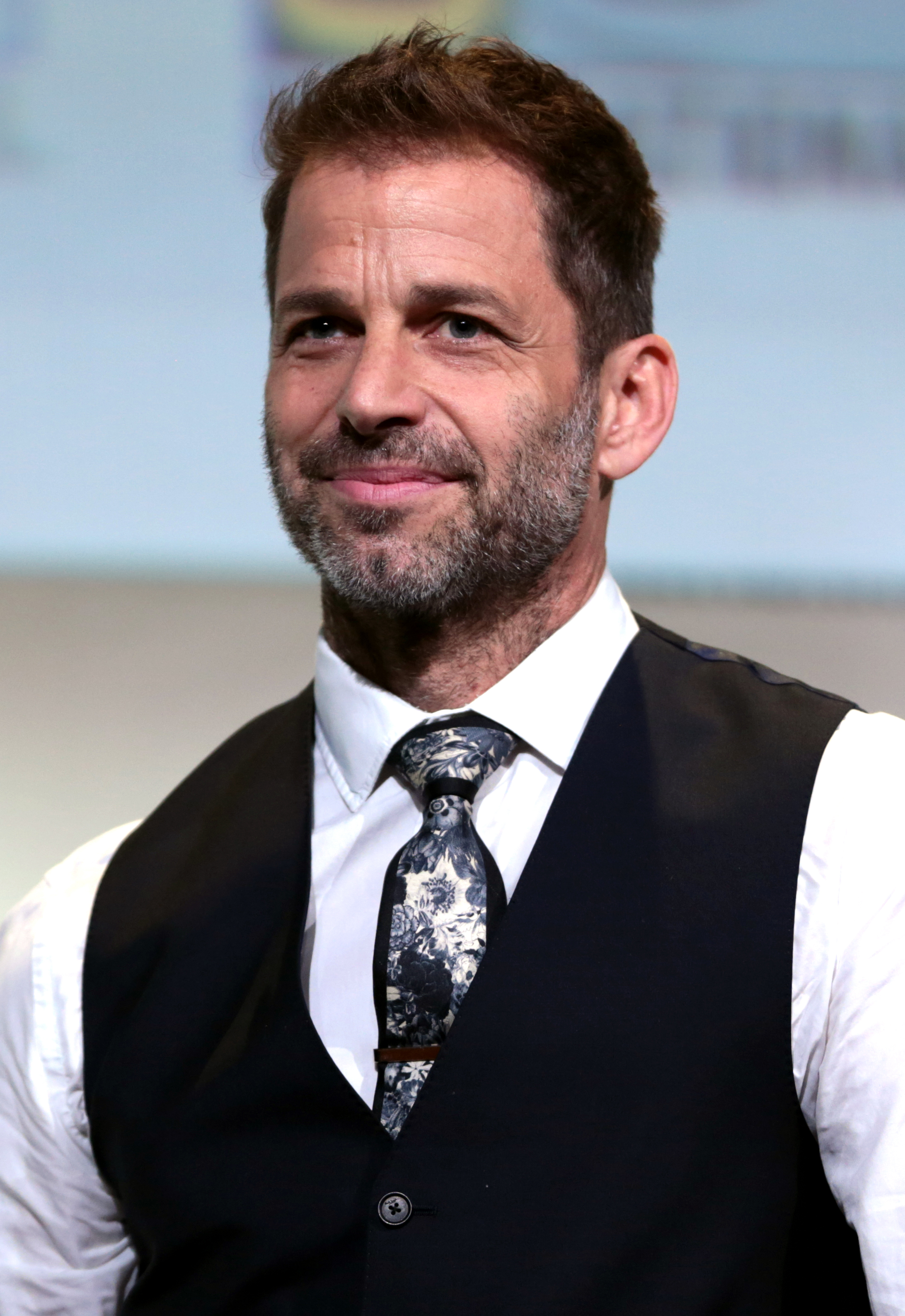
Zack Snyder, director de Zack Snyder's Justice League

La fotografía principal de Liga de la Justicia comenzó en abril de 2016 y concluyó en diciembre de ese mismo año. Meses después, se mostraron múltiples cortes de Zack Snyder's Justice League a los ejecutivos de Warner Bros., además de a los amigos y familiares de Snyder. Se logró un tiempo de ejecución final y un bloqueo de imagen, aunque los cortes tenían tomas de efectos visuales incompletas y una mezcla de audio parcial. Snyder dijo que tenía varios cortes que estaban esencialmente "hechos", y que solo necesitaban "algunos ajustes de CGI" para completar. El colaborador de Forbes y guionista de cine, Mark Hughes informó que el corte de Snyder estaba completo en más del 90%, mientras que The Daily Telegraph citó a un experto en efectos visuales que estimó que Warner Bros. necesitaría otros $30-40 millones para terminar la película. Los ejecutivos de Warner Bros. que vieron el corte de Snyder sintieron que Snyder hizo esfuerzos significativos para aligerar el tono luego de las críticas a Batman v Superman. A pesar de esto, Warner Bros. todavía estaba descontento con los resultados y los informes internos indicaron que consideraba que el corte era "imposible de ver".
Después de desaprobar la dirección de Snyder, Warner Bros. contrató a Joss Whedon, quien dirigió las películas del Universo cinematográfico de Marvel, The Avengers (2012) y Avengers: Age of Ultron (2015), para reescribir el guion y ayudar con extensas nuevas grabaciones. El CEO de Warner Bros., Kevin Tsujihara, ordenó que la duración de Liga de la Justicia no excediera las dos horas, Warner Bros. también decidió no retrasar la fecha de estreno (lo que habría permitido a los cineastas más tiempo para completar adecuadamente la película) para que los ejecutivos pudieran mantener sus bonificaciones anuales y en parte debido a las preocupaciones de que la empresa matriz AT&T pudiera disolver el estudio después de un período de tiempo, en próxima fusión. Se esperaba que Snyder filmara las escenas que Whedon reescribió, y estaban trabajando juntos para satisfacer las solicitudes de Warner Bros. cuando la hija de Snyder, Autumn Snyder, se suicidó en marzo de 2017. Snyder continuó trabajando en Justice League durante dos meses para distraerse, antes de dimitir en mayo. Su esposa Deborah Snyder, que estaba produciendo Justice League, también abandonó el proyecto.
Una vez que Snyder se fue, Whedon asumió el control total sobre la producción de la película, aunque Snyder retuvo el crédito como director por la película estrenada. Whedon agregó casi 80 nuevas páginas al guion, y Wagner estima que el corte de Whedon usa solo alrededor del 10% del metraje que filmó Snyder. El compositor Tom Holkenborg completó la banda sonora de su película antes de ser reemplazado por Danny Elfman a mitad de la posproducción. Las escenas que Whedon escribió o volvió a filmar para el estreno teatral presentaban un tono más brillante y más humor, y redujeron el nivel de violencia visto en la dirección más oscura de Snyder. Para cumplir con el tiempo de ejecución obligatorio, se eliminaron más de 90 minutos de las imágenes de Snyder, pero el resultado aún se adhirió al esquema básico de la historia. Si bien el corte inicial fue mal recibido por las audiencias de prueba, la proyección inicial del corte de Whedon obtuvo una puntuación tan alta como Wonder Woman (2017), por lo que Warner Bros. decidió seguir adelante con él. Aunque Snyder se mostró abierto al principio con dejar que Whedon contribuyera a las reescrituras, se volvió resistente porque el estudio le dio a Whedon más privilegios de dirección, pero mientras él y su familia estaban lidiando con la muerte de Autumn, Snyder sintió que tener conversaciones sobre ese asunto realmente no valía la pena. Justice League fue estrenada en cines el 17 de noviembre de 2017.
Los críticos describieron el montaje teatral como una película de "Frankenstein", obviamente el trabajo de dos directores diferentes con visiones en competencia. Después de ver la versión de Whedon a fines de 2017, Deborah Snyder y el productor ejecutivo Christopher Nolan le aconsejaron a Snyder que "nunca viera esa película", sabiendo que "le rompería el corazón". Justice League recaudó $657.9 millones contra un presupuesto estimado de $300 millones. Contra un punto de equilibrio estimado de hasta $750 millones, Deadline Hollywood informó que la película hizo perder a Warner Bros. alrededor de $60 millones. Un ejecutivo anónimo de Warner Bros. declaró en febrero de 2021 que incluso al estudio no le gustaban los cambios "estupefactos" que se introdujeron en la película terminada, y criticó a Black Clad y a la familia rusa como adiciones tontas y sin sentido a la película. El ejecutivo afirmó que la película terminada se sentía "incómoda" porque el estudio no quería admitir en qué "pedazo de mierda" se había convertido. Debido al pobre desempeño de la película, Warner Bros. decidió alejarse de la visión de Snyder de un universo compartido de películas interconectadas y enfocarse en películas independientes y franquicias en solitario.

### Diferencias con la versión de cines
Hay muchas diferencias entre Liga de la Justicia teatral y Zack Snyder's Justice League. Si bien el marco básico de la historia es el mismo, docenas de escenas adicionales, historias de fondo, mitos, elementos de la construcción de mundos, los nuevos personajes y los guiños para las próximas películas están presentes en la versión de Snyder, pero no en la del cine. Zack Snyder's Justice League no incluirá escenas filmadas por Whedon para el montaje teatral, y los ex ejecutivos de Warner Bros., Jon Berg y Geoff Johns, quienes supervisaron la producción de la versión teatral, optaron por no retener crédito por la versión de Snyder. Snyder ha declarado que su versión de Liga de la Justicia se establecerá en una continuidad diferente a la versión de Whedon.
En agosto de 2020, Jason Momoa confirmó que Aquaman de James Wan tiene lugar justo después de Zack Snyder's Justice League en lugar de la versión de Whedon. De manera similar, la directora de Wonder Woman (2017), Patty Jenkins dijo que ningún director de DC considera la Liga de la Justicia de Whedon como canónica, y que había trabajado con Snyder para asegurar que Wonder Woman mantuviera la continuidad con su película.

### Movimiento «#ReleaseTheSnyderCut»
Inmediatamente después del estreno en cines de Justice League, que más tarde ganó el apodo burlón de «Josstice League», los fanáticos crearon una petición en línea para publicar el «Snyder Cut» que obtuvo más de 180.000 firmas. El movimiento, que utilizó el hashtag «#ReleaseTheSnyderCut» en las redes sociales, comenzó antes de que los fanáticos tuvieran conocimiento de que un corte de la película de Snyder realmente existía en cualquier capacidad. El movimiento se encendió por las críticas mixtas del corte teatral, ya que los fanáticos sabían que Snyder dejó las funciones de dirección y el corte final de la película en manos de Whedon; por lo tanto, asumieron que Whedon creó una película inferior. Las circunstancias se han comparado con la situación de Superman II (1980). Ambos involucraron a un director que fue reemplazado antes de la finalización, lo que llevó a que entrara un segundo director y realizara cambios sustanciales. Richard Donner pudo completar su corte de Superman II en 2006. Algunos asumieron que una versión alternativa de Liga de la Justicia era inevitable porque algunas de las películas de Snyder se han reestrenado como cortes extendidos para los medios domésticos (como Watchmen (2009) y Batman v Superman), que algunos críticos ven como superiores a las versiones teatrales.
Los miembros del elenco y equipo de Liga de la Justicia que mostraron su apoyo al lanzamiento del «Snyder Cut» incluyeron a los actores Jason Momoa, Ciarán Hinds, y Ray Fisher, el fotógrafo Clay Enos, el artista del guion gráfico Jay Oliva, director de fotografía Fabian Wagner, y el doble de acrobacias de Ben Affleck, Richard Cetrone. En el segundo aniversario de la versión en cines, el elenco y el equipo expresaron su apoyo a través de las redes sociales. Otras figuras de la industria del cine y del cómic no relacionadas con Liga de la Justicia también han apoyado el lanzamiento de un «Snyder Cut» incluido el cineasta Kevin Smith, el productor de televisión Steven S. DeKnight, y los escritores de cómics Rob Liefeld, Robert Kirkman, y Jerry Ordway. Otras cifras fueron menos optimistas, Shawn Robbins, analista jefe de Boxoffice Pro, sugirió que el tamaño del movimiento era demasiado pequeño para tener un impacto, afirmando que "otro corte de Liga de la Justicia simplemente no parece ser algo que muchos fuera de la base de fanáticos acérrimos estén clamando ver". Los conocedores de la industria también dijeron que el lanzamiento de «Snyder Cut» es poco probable. El escritor Mario F. Robles, basándose en sus conexiones con la industria, dijo que Warner Bros. no confiaba en la visión de Snyder y no estaba dispuesto a gastar millones para terminar su edición. A lo largo del movimiento, los miembros de los medios de comunicación se refirieron al «Snyder Cut» como "legendario" o "mítico".
Los miembros del movimiento «#ReleaseTheSnyderCut» participaron en actos de activismo de los fanáticos para promoverlo. En junio de 2018, los fanáticos se acercaron a los ejecutivos de AT&T luego de una fusión entre la compañía y Warner; en junio de 2019 se comunicaron con la nueva directora ejecutiva de Warner Bros., Ann Sarnoff, quien reemplazó a Tsujihara después de su renuncia, luego de eso, un mes después con una campaña masiva de envío de cartas; y en julio de 2019 se pusieron en contacto con la empresa matriz de Warner Bros, WarnerMedia después del anuncio de su nuevo servicio de streaming, HBO Max. Antes de la Comic-Con de San Diego 2019, un fan lanzó una campaña de financiamiento colectivo con la mitad de los fondos para gastar en una campaña publicitaria (incluidas vallas publicitarias y un anuncio publicitario volador que promociona el «Snyder Cut»), y la otra mitad para ser donada a la Fundación Estadounidense para la Prevención del Suicidio (AFSP). Para una campaña similar en la Comic Con de Nueva York de 2019, el movimiento compró espacio publicitario en dos vallas publicitarias sobre Times Square con citas de miembros del elenco y el equipo. En diciembre de 2019, el movimiento alquiló otro banner publicitario volador, esta vez pasando por los estudios Warner Bros. y pidiéndole directamente a Sarnoff que lanzara el «Snyder Cut». En enero de 2020, el movimiento compró cuatro minutos de espacio publicitario que abogaba por el lanzamiento de la película en una pancarta digital envuelta alrededor del interior del Riverside Stadium durante la FA Cup. A enero de 2020, el movimiento había recaudado más de $150,000 para la AFSP. Sus esfuerzos obtuvieron elogios de Snyder y de la AFSP.
Sin embargo, miembros del movimiento también han sido calificados por miembros de los medios de comunicación como "tóxicos" por acosar, amenazar y ciberacoso a quienes expresan opiniones sobre el «Snyder Cut» que son contrarias a sus creencias. Yohana Desta de Vanity Fair describió ampliamente el acto de los fanáticos que exigen un corte alternativo como un "patrón moderno de demanda de la audiencia que está haciendo que los fandoms sean más tóxicos", y lo comparó con el acoso de 2017 a la actriz de Star Wars: The Last Jedi (2017), Kelly Marie Tran. Los periodistas están sujetos al tipo de hostigamiento experimentado por Kayleigh Donaldson de Pajiba: a través de correo electrónico, comentarios en sitios web y mensajes directos en redes sociales. En septiembre de 2018, la expresidenta de DC Entertainment, Diane Nelson, eliminó su cuenta de Twitter después de un considerable acoso en línea por parte de miembros del movimiento. Los operadores telefónicos de Warner Bros., inundados de llamadas regulares sobre el «Snyder Cut», fueron entrenados para tratar estas consultas como llamadas de broma. Los miembros del movimiento localizaron al doble de acción de Liga de la Justicia, Richard Cetrone, para hacerle preguntas sobre el «Snyder Cut», solo para alterar digitalmente su respuesta y difundir en las redes sociales un mensaje de texto falso que parecía apoyar su causa.
Brandon Katz, de The New York Observer, dijo que el movimiento estaba compuesto por "fanáticos tóxicos de DC que lanzan hostigamiento mordaz a todos y cada uno de los opositores, y espectadores que lo apoyan y que realmente disfrutan del estilo de Snyder y solo esperan ver la conclusión de su trilogía que comenzó con Man of Steel de 2013. Al igual que con cualquier contingente, hay extremistas y personas sensatas en sus filas". Bob Rehak, profesor asociado de Swarthmore College y presidente de estudios de cine y medios, dijo que fandoms como «#ReleaseTheSnyderCut» se rebelan cuando se hace un cambio importante en algo que aman, y que esta reacción generalmente proviene de una subsección más pequeña del fandom, que pinta a toda la comunidad con un pincel muy amplio". El movimiento «#ReleaseTheSnyderCut» inspiró a varios campañas de imitación. A principios de enero de 2020, muchos fanáticos de Star Wars organizaron una campaña de fanáticos «#ReleaseTheJJCut» en respuesta a los rumores de que J.J. Abrams tuvo que cambiar muchos de sus planes para Star Wars: El ascenso de Skywalker (2019) bajo la directiva de The Walt Disney Company. De manera similar, después de unirse a Letterboxd a fines de 2019, el director de los 4 Fantásticos (2015), Josh Trank, se encontró con una campaña de fans #ReleaseTheTrankCut debido a sus afirmaciones anteriores de que su película fue alterada en nuevas grabaciones bajo la directiva de 20th Century Fox, aunque ha declarado que estaba agradeció con la iniciativa, sería imposible porque gran parte de las secuencias que había planeado no fueron filmadas. Inmediatamente después de las noticias sobre el lanzamiento del corte de Snyder, el también director de DCEU, David Ayer, comentó sobre los cambios que Warner Bros. impuso en su película, Escuadrón suicida (2016), durante las nuevas grabaciones, lo que llevó a una campaña de fans «#ReleaseTheAyerCut» para ver también la versión original de Ayer. Los informes de una versión más larga y oscura de Batman Forever (1995) han existido desde al menos desde el lanzamiento en DVD de la película en 2005; un movimiento «#ReleaseTheSchumacherCut» apareció por primera vez en 2017 y experimentó un aumento dramático en popularidad luego del fallecimiento de Joel Schumacher en junio de 2020. Sin embargo, Warner Bros ha declarado que no tienen planes de lanzarlo y no están seguros de si el metraje ha sobrevivido.

### Renacimiento y edición
En marzo de 2019, después de meses de especulaciones, Snyder confirmó que su versión original sí existía y declaró que era Warner Bros. la que debía lanzarlo. En noviembre, un informante afirmó que era poco probable que Warner Bros. lanzara la versión de Snyder en cualquier forma, calificando tales esperanzas como un "sueño imposible". Sin embargo, al mes siguiente, Snyder publicó una foto en su cuenta de Vero, mostrando cajas con cintas etiquetadas como "Corte del director de ZSJL", con la leyenda "¿Es real? ¿Existe?. Por supuesto que sí". Según Snyder, inicialmente imaginó que su corte nunca vería un lanzamiento, pero los fragmentos podrían potencialmente incluirse en un documental. Robert Greenblatt, entonces presidente de WarnerMedia y director de HBO Max, declaró que las discusiones sobre el lanzamiento de la Zack Snyder's Justice League comenzaron a fines de 2019 y que duraron unos meses. Según Snyder, WarnerMedia decidió seguir adelante con el «Snyder Cut» en febrero de 2020, después de que el presidente Toby Emmerich reconociera el movimiento «#ReleaseTheSnyderCut» y se acercó a Snyder.
Los Snyder invitaron a ejecutivos de Warner Bros., HBO Max y DC a su casa para ver el «Snyder Cut». Snyder también presentó ideas, que incluían la posibilidad de publicar el corte en episodios. Impresionados, los ejecutivos decidieron dejar que el proyecto continuara. Snyder comenzó a reunir al equipo de posproducción original de la película para terminar el corte. El esfuerzo casi se vio frustrado por la pandemia de COVID-19, que estaba aumentando en ese momento, pero los Snyders presionaron para continuar con ella. Snyder notificó al elenco original del compromiso entre abril y mayo de 2020; según Snyder, Fisher inicialmente pensó que estaba bromeando. El 20 de mayo de 2020, Snyder anunció durante una sesión de preguntas y respuestas después de una fiesta de observación en línea de El hombre de acero que su versión de Justice League se lanzaría como Zack Snyder's Justice League en HBO Max en el 2021. Greenblatt dijo que WarnerMedia trató de difundir la noticia "lo más rápido posible" antes del estreno de HBO Max el 27 de mayo.
Snyder, que aún no había visto el corte teatral, describió su corte como "algo completamente nuevo y, especialmente hablando con aquellos que han visto la película estrenada, una nueva experiencia aparte de esa película". Los Snyders sintieron que poder terminar finalmente Liga de la Justicia les traería un cierre, y estaban emocionados por la perspectiva de expandir el desarrollo de personajes de la película. En ese momento, no estaba claro qué formato tomaría Zack Snyder's Justice League para el lanzamiento, ya sea como una película de cuatro horas o una miniserie de seis partes. The Hollywood Reporter escribió que se esperaba que costara entre 20 y 30 millones de dólares completar los efectos visuales, la partitura y la edición. Sin embargo, Greenblatt indicó que el lanzamiento sería "extremadamente caro" y costaría más de los $30 millones reportados para completar. Inicialmente se creyó que el proyecto no implicaría nuevas grabaciones con el elenco original, que Snyder quería interpretar pero no recibió el permiso de HBO. El 23 de junio de 2020, Sandra Dewey, presidenta de producciones y operaciones comerciales de WarnerMedia, declaró en una entrevista que su objetivo es un lanzamiento "desde principios hasta mediados de 2021". El 23 de septiembre de 2020, se reveló que Snyder se estaba preparando para una grabar nuevas escenas en octubre, a pesar de informes anteriores de que el trabajo no involucraría fotografías adicionales. Se informó que Affleck, Cavill, Gadot y Fisher retomaron sus roles para el rodaje. También se informó que, con el costo del rodaje adicional, el presupuesto se estimó en alrededor de $70 millones.

## Música
Tom Holkenborg, también conocido como Junkie XL, compuso la banda sonora de la película; previamente había completado una partitura completa para la versión teatral de Justice League, antes de ser reemplazado por Danny Elfman luego de la partida de Snyder y la llegada de Whedon. Cuando Holkenborg fue contratado nuevamente para la banda sonora de la película a principios de 2020, decidió reiniciar y hacer una nueva banda sonora para la película, que consta de cincuenta y cuatro pistas y tiene una duración de cuatro horas y 20 minutos.
La primera pista de la partitura, «The Crew at Warpower», fue lanzada el 17 de febrero de 2021. Holkenborg describió esta partitura como un "himno nacional" para la Liga de la Justicia de Snyder y ha confirmado que suena durante el intermedio de 10 minutos a la mitad del teatro. proyecciones de la película. Una segunda pista, «Middle Mass», fue lanzada el 12 de marzo de 2021. Holkenborg describió la partitura como "completamente electrónica [a veces] y en otras ocasiones completamente orquestal", incorporando elementos de rock y trap. El álbum se lanzará a través de WaterTower Music, el 18 de marzo de 2021, el mismo día del lanzamiento de la película.
La versión de Allison Crowe de la canción de Leonard Cohen, «Hallelujah» es reproducida durante los créditos finales como tributo a Autumn Snyder.
Lista de canciones y créditos adaptados de Spotify y Tidal.

Toda la música compuesta por Tom Holkenborg, excepto donde se indique. 
| Zack Snyder's Justice League (Original Motion Picture Soundtrack) |                                                                         |                                                                                    |          |  |
| N.º                                                               | Título                                                                  | Compositor(es)                                                                     | Duración |  |
| 1.                                                                | «Song to the Siren» (Cover de Tim Buckley, interpretada por Rose Betts) | Buckley Larry Beckett                                                              | 3:17     |  |
| 2.                                                                | «A Hunter Gathers»                                                      |                                                                                    | 7:57     |  |
| 3.                                                                | «Migratory»                                                             |                                                                                    | 0:57     |  |
| 4.                                                                | «Things Fall Apart»                                                     |                                                                                    | 1:04     |  |
| 5.                                                                | «Wonder Woman Defending / And What Rough Beast»                         | Hans Zimmer Mark Andrew Wherry Melissa Muik Robert Badami Steve Mazzaro Holkenborg | 7:20     |  |
| 6.                                                                | «World Ending Fire»                                                     |                                                                                    | 9:23     |  |
| 7.                                                                | «Middle Mass»                                                           |                                                                                    | 1:18     |  |
| 8.                                                                | «Long Division»                                                         |                                                                                    | 1:13     |  |
| 9.                                                                | «No Paradise, No Fall»                                                  |                                                                                    | 4:11     |  |
| 10.                                                               | «The Center Will Not Hold, Twenty Centuries of Stony Sleep»             | Zimmer Holkenborg                                                                  | 8:56     |  |
| 11.                                                               | «As Above, So Below»                                                    |                                                                                    | 2:28     |  |
| 12.                                                               | «No Dog, No Master»                                                     |                                                                                    | 8:14     |  |
| 13.                                                               | «Take This Kingdom by Force»                                            |                                                                                    | 1:44     |  |
| 14.                                                               | «A Splinter from the Thorn That Pricked You»                            | Zimmer Holkenborg                                                                  | 1:09     |  |
| 15.                                                               | «Cyborg Becoming / Human All Too Human»                                 |                                                                                    | 10:35    |  |
| 16.                                                               | «The Path Chooses You»                                                  |                                                                                    | 2:12     |  |
| 17.                                                               | «Aquaman Returning / Carry Your Own Water»                              |                                                                                    | 8:22     |  |
| 18.                                                               | «The Provenance of Something Gathered»                                  |                                                                                    | 1:14     |  |
| 19.                                                               | «We Do This Together»                                                   |                                                                                    | 12:57    |  |
| 20.                                                               | «The Will to Power»                                                     |                                                                                    | 5:20     |  |
| 21.                                                               | «Smoke Become Fire»                                                     |                                                                                    | 1:39     |  |
| 22.                                                               | «I Teach You, the Overman»                                              | Zimmer Holkenborg                                                                  | 4:19     |  |
| 23.                                                               | «A Glimmer at the Door of the Living»                                   |                                                                                    | 1:01     |  |
| 24.                                                               | «How We Achieve Ourselves»                                              |                                                                                    | 1:43     |  |
| 25.                                                               | «The Sun Forever Rising»                                                |                                                                                    | 1:31     |  |
| 26.                                                               | «Underworld»                                                            | Zimmer Holkenborg                                                                  | 5:49     |  |
| 27.                                                               | «Superman Rising, Pt. 1 / A Book of Hours»                              | Zimmer Holkenborg                                                                  | 2:40     |  |
| 28.                                                               | «Beyond Good and Evil»                                                  |                                                                                    | 4:24     |  |
| 29.                                                               | «Monument Builder»                                                      |                                                                                    | 2:29     |  |
| 30.                                                               | «Monument Destroyer»                                                    |                                                                                    | 6:08     |  |
| 31.                                                               | «Urgrund»                                                               | Zimmer Holkenborg                                                                  | 1:49     |  |
| 32.                                                               | «So Begins the End»                                                     |                                                                                    | 4:49     |  |
| 33.                                                               | «The House of Belonging»                                                | Zimmer Holkenborg                                                                  | 2:37     |  |
| 34.                                                               | «Earthling»                                                             | Zimmer Holkenborg                                                                  | 3:24     |  |
| 35.                                                               | «Flight Is Our Nature»                                                  |                                                                                    | 1:54     |  |
| 36.                                                               | «Indivisible»                                                           |                                                                                    | 2:33     |  |
| 37.                                                               | «And the Lion-Earth Did Roar, Pt. 1»                                    |                                                                                    | 5:22     |  |
| 38.                                                               | «And the Lion-Earth Did Roar, Pt. 2»                                    |                                                                                    | 5:32     |  |
| 39.                                                               | «Superman Rising, Pt. 2 / Immovable»                                    | Zimmer Holkenborg                                                                  | 1:55     |  |
| 40.                                                               | «At the Speed of Force»                                                 |                                                                                    | 4:20     |  |
| 41.                                                               | «My Broken Boy»                                                         |                                                                                    | 2:16     |  |
| 42.                                                               | «That Terrible Strength»                                                |                                                                                    | 1:51     |  |
| 43.                                                               | «An Eternal Reoccurrence of Change»                                     |                                                                                    | 1:45     |  |
| 44.                                                               | «We Slay Ourselves»                                                     |                                                                                    | 5:52     |  |
| 45.                                                               | «Your Own House Turned to Ashes»                                        | Benjamin Wallfisch Zimmer Mazzaro Holkenborg                                       | 3:16     |  |
| 46.                                                               | «All of You Undisturbed Cities»                                         | Zimmer Wherry Muik Badami Holkenborg                                               | 6:15     |  |
| 47.                                                               | «The Art of Preserving Fire»                                            |                                                                                    | 1:27     |  |
| 48.                                                               | «The Crew at Warpower»                                                  |                                                                                    | 6:49     |  |
| 49.                                                               | «The Foundation Theme» (de Zack Snyder's Justice League)                |                                                                                    | 2:08     |  |
| 50.                                                               | «Batman, a Duty to Fight / To See»                                      |                                                                                    | 5:30     |  |
| 51.                                                               | «Batman, an Invocation to Heal / To Be Seen»                            |                                                                                    | 8:36     |  |
| 52.                                                               | «Wonder Woman, a Call to Stand / A World Awakened»                      | Zimmer Wherry Muik Badami Mazzaro Holkenborg                                       | 5:10     |  |
| 53.                                                               | «Flash, the Space to Win / Our Legacy Is Now»                           |                                                                                    | 11:14    |  |
| 54.                                                               | «Hallelujah» (Cover de Leonard Cohen, interpretada por Allison Crowe)   | Cohen                                                                              | 6:11     |  |

## Estreno
Zack Snyder's Justice League se estrenó el 18 de marzo de 2021 en HBO Max. Y se lanzó a través de compra y descarga digital en mercados internacionales donde HBO Max no está disponible. La película está disponible en Crave en Canadá, exclusivamente en los servicios de HBO en países europeos seleccionados, así como en el servicio HBO GO en países asiáticos seleccionados. En Latinoamérica, el título se estrenó en múltiples plataformas digitales partir del 18 de marzo, hasta el 7 de abril. Cuando el servicio de HBO Max estuvo disponible en la región, fue bien recibida por el público en general.
La película está disponible a través de varias opciones de video a pedido, varios servicios de streaming, además de HBO y HBO Go. En Francia, DC Comics France anunció previamente el lanzamiento para el 22 de abril de 2021, pero luego confirmó que la película estaría disponible el día de su fecha de estreno mundial, aunque el método de distribución aún no se ha comunicado. La película se estrenó en la India en a través de servicios digitales como en Apple TV+, Google Play Movies, Hungama Play, Tata Sky y YouTube y en un modelo de pago por-ver a través de Book My Show Stream.
Snyder ha expresado su interés en proyectar su corte del director en los cines IMAX de estos mercados una vez que la pandemia de COVID-19 esté bajo control. Snyder ha expresado también que para el estreno en cines, agregó un intermedio de 10 minutos a la mitad de la película con la pista «The Crew at Warpower» sonando en el intermedio. Posteriormente al estreno de la película Snyder reveló que para el lanzamiento digital, la película se dividiría seis capítulos, comenzando con el capítulo 1: «Don't Count on It, Batman», luego el capítulo 2: «The Age of Heroes», el capítulo 3: «Beloved Mother, Beloved Son», capítulo 4: «Change Machine», capítulo 5: «All the King's Horses» y terminando con el capítulo 6: «Something Darker». Además, se informó un posible lanzamiento de Blu-ray y DVD en enero de 2022. El corte se filmó y se lanzó en una relación de aspecto mate abierta de 1.37:1 junto con IMAX 1.43:1. El corte también está disponible para ver en 4K, HDR (en HDR10 y Dolby Vision), y Dolby Atmos en HBO Max.
Aunque originalmente se planeó que el corte se estrenaría como una miniserie de cuatro partes además de una sola película. Snyder comentó vía Vero, en enero de 2021 que el corte se lanzaría como un "one-shot" (de un tiro). WarnerMedia más tarde confirmó esto en un comunicado de prensa, describiendo Zack Snyder's Justice League como una "película Max Original". La película está dedicada a la memoria de Autumn Snyder.
Una versión en blanco y negro de la película, titulada Justice Is Gray Edition, fue estrenada en HBO Max, el 25 de marzo de 2021.
El 8 de marzo de 2021, diez días antes del debut programado de la película, HBO Max estrenó "accidentalmente" la película a algunos espectadores al intentar ver Tom & Jerry (2021). Aunque el tiempo de ejecución completo del corte se limitó a los 101 minutos de Tom & Jerry, los espectadores rápidamente lograron evitar el error. Después de más de dos horas, se corrigió posteriormente.

### Marketing
Junto con el anuncio de Zack Snyder's Justice League, HBO Max lanzó pósters que representan a los seis miembros de la Liga de la Justicia. Aunque estos carteles se habían utilizado previamente para la campaña de marketing de la versión en cines, los de HBO Max se presentaban en blanco y negro y enfatizaban el nombre de Zack Snyder. Chris Agar, de Screen Rant, calificó el filtro como «un marcado contraste con los coloridos carteles de la Liga de la Justicia que prevalecieron en la acumulación del estreno teatral, que definitivamente es una elección intencional para separar las dos versiones de la película».
Snyder anunció el 22 de mayo de 2020 que se estaba preparando un avance. El 18 de junio se estrenó un breve adelanto, con la Mujer Maravilla, una voz en off de Jesse Eisenberg como Lex Luthor y la revelación de Darkseid. El 22 de agosto, durante la DC Fandome, fue mostrado un avance de la película, probablemente el que había anunciado previamente el director. El 17 de noviembre de 2020, en el tercer aniversario del lanzamiento del corte teatral, fue subida una versión actualizada del teaser con nuevas imágenes en blanco y negro en la cuenta Vero de Zack Snyder y en color en las cuentas de redes sociales de HBO Max.
El 29 de enero de 2021, Snyder lanzó tres nuevos pósters promocionales titulados "Fallen", "Risen" y "Reborn", con los postérs confirmando la fecha de estreno, 18 de marzo de 2021. También se reveló una sinopsis oficial. El 14 de febrero de 2021, se lanzó un nuevo tráiler de 2 minutos, que también dió un primer vistazo al nuevo aspecto de Leto como el Joker. Una escena en el tráiler en la que el Joker de Leto dice "Vivimos en una sociedad" obtuvo considerables comentarios debido al estado de la frase como un meme de Internet comúnmente asociado con el Joker.
Snyder expresó interés en diciembre de 2020 en escribir un cómic precuela centrado en Batman y el Joker para acompañar la película, ambientado en el mundo postapocalíptico de Knightmare y que revela cómo el Joker asesinó a Robin antes de que el Joker roba una Caja Madre según los cálculos de Cyborg para que Flash pueda advertir a Bruce Wayne en el pasado. Snyder más tarde propuso una miniserie de cómics ambientada antes de Batman v Superman que detallaba la muerte de Robin y el descenso de Batman a un violento luchador contra el crimen antes de reunirse con Superman. A pesar de las discusiones, Snyder confirmó en febrero de 2021 que DC rechazó su propuesta.
En el lado del cómic, no obstante, el 16 de marzo, DC publicó tres portadas variantes de Zack Snyder's Justice League para la serie Justice League, número 59, escritas por Brian Michael Bendis, dibujadas a lápiz y entintadas por David Márquez y coloreadas por Tamra Bonvillain. La serie en curso se desarrolla en la nueva era de DC: Infinite Frontier. Las tres portadas variantes son: portada variante de Darkseid, Superman y Flash de Lee Bermejo. Portada variante de Steppenwolf, Batman y Cyborg por Liam Sharp. Y la portada variante de Martian Manhunter, Wonder Woman y Aquaman por Jim Lee.

### Reacciones
El anuncio de Zack Snyder's Justice League fue celebrado por el movimiento «#ReleaseTheSnyderCut», y muchos fanáticos expresaron su entusiasmo en las redes sociales. Algunos seguidores de Snyder subieron videos de ellos destruyendo sus copias en DVD y Blu-ray del corte teatral. Muchas figuras de la industria, como los miembros del elenco de Justice League, expresaron su gratitud a los fanáticos que apoyaron el lanzamiento de la versión de Snyder de la película. Sin embargo, algunos escritores expresaron su preocupación de que WarnerMedia cediera al pedido de los fanáticos, quienes participaron en formas de acoso y troleo durante el movimiento burlándose de la versión teatral, temiendo un precedente negativo para futuras películas. Screen Rant escribió que la presión de los fanáticos podría funcionar para influir en los estudios de cine, las redes y los servicios de streaming. En respuesta a esta preocupación, el jefe de HBO Max, Tony Goncalves, reiteró opiniones positivas sobre la pasión del fandom y afirmó que, como empresa, escuchan la demanda de los consumidores, negando cualquier supuesto «precedente negativo».

## Recepción

### Audiencia
Tras su fin de semana de estreno, la aplicación de seguimiento de la audiencia Samba TV informó de que 1.8 millones de hogares estadounidenses habían visto al menos los primeros cinco minutos de la película entre el 19 y el 21 de marzo (contando sólo los televisores inteligentes, no los dispositivos). El total fue inferior al de los tres días de la película del DCEU Mujer Maravilla 1984 (2.2 millones). Samba TV también informó de que sólo un tercio de los hogares vio la película en su totalidad en una sola sesión. Más tarde, Samba TV también informó de que en los primeros 39 días de estreno, 3,7 millones de hogares estadounidenses vieron la película. Durante su primera semana completa de estreno, la película fue vista por 2.2 millones de hogares en Estados Unidos, con 792,000 (36%) que la terminaron. En el mismo periodo, la aplicación HBO Max se descargó un 64% más y se abrió un 8.9% más que en una semana media. Forbes estimó que si todos los nuevos suscriptores vieran la película y permanecieran suscritos a la plataforma durante 12 meses, La Liga de la Justicia de Zack Snyder supondría unos ingresos de $266 millones para Warner Bros. En el WarnerMedia Upfront de 2021, Warner Media declaró que la película era "un éxito" Max original.
La Liga de la Justicia de Zack Snyder ha sido muy seguida en los mercados internacionales, batiendo varios récords. En Canadá, la película se convirtió en el contenido más transmitido de todos los tiempos en Crave, con 1.1 millones de espectadores. Además, supuestamente hizo que el servicio creciera en abonados en un 12%. En Australia, la Liga de la Justicia de Zack Snyder batió nuevos récords al convertirse en el mayor estreno en Binge. En el Reino Unido, donde se transmite por Sky Cinema, la película fue vista por 954,000 hogares, de los cuales 458,000 (48%) la vieron en su totalidad. Posteriormente, se situó en el primer puesto de las listas oficiales de películas del Reino Unido, desbancando a la también película del DCEU Mujer Maravilla 1984. En China, donde se estrenó el 3 de mayo en Migu Video, Tencent Vídeo y Bilibili, se convirtió en la película más vista en streaming con casi 700 millones de visualizaciones en solo cinco días en Migu Video, superando el anterior récord establecido por Avengers: Endgame. En la India, donde se estrenó en BookMyShow Stream, unos 100,000 hogares vieron la película en su primer fin de semana.

### Crítica
Según The Hollywood Reporter, los críticos alabaron "el estilo de dirección de Snyder y su capacidad para ofrecer más profundidad a los personajes", pero criticaron la duración de la película. Variety afirmó que "independientemente de lo que opinen los críticos sobre la película de Snyder, todos parecen estar de acuerdo en un punto: es superior a la versión teatral de 2017 de la Liga de la Justicia". The Hollywood Reporter y TheWrap también señalaron que la mayoría de los críticos pensaron que la película era superior a la versión de 2017. Sin embargo, Total Film informó que la respuesta de la crítica a la película fue mixta, y los críticos estaban "divididos sobre si es mejor o peor que la Liga de la Justicia de 2017". Rob Harvilla, de The Ringer, afirma que la película es "Una película de Zack Snyder que los críticos disfrutaron, o al menos apreciaron a regañadientes" y que tanto los fans como los críticos respetan el corte de Snyder, diciendo que "Él [Zack Snyder] ha justificado, en un instante, la media década de trabajo proselitista que el Snyderverso ha soportado sin reparos en su nombre. Ha doblado el mismo arco de la historia. Ha conmocionado al mundo".
En el sitio web de agregación de reseñas Rotten Tomatoes, el 71% de las 291 críticas son positivas, con una calificación media de 6.7/10. El consenso de la crítica del sitio dice: "La Liga de la Justicia de Zack Snyder está a la altura de su título con un corte extenso que se expande para ajustarse a la visión del director, y que debería satisfacer a los fans que la hicieron nacer". Según Metacritic, que ha calculado una puntuación media ponderada de 54 sobre 100 basada en 45 críticos, la película ha recibido "críticas mixtas o medias". Las puntuaciones de la película son más altas en ambos sitios que las que recibió la película de 2017 (40% y 45, respectivamente).
Robbie Collin, de The Telegraph, otorgó a la película un total de cinco estrellas, escribiendo que "La calamidad de cómic de 2017, que no se podía ver, se ha reconvertido en una de las películas de superhéroes más espectaculares jamás realizadas". Jenna Anderson, de ComicBook.com, calificó la película de "experiencia defectuosa pero gratificante", elogió a su reparto y le dio una puntuación de 4.5 sobre 5. En su artículo para Variety, Owen Gleiberman escribió: "La nueva película -y no se equivoquen, es realmente una nueva película- es más que una reivindicación de la visión original de Snyder. Es un entretenimiento grandioso, ágil y envolvente, una historia de origen de un equipo de héroes que, en el fondo, es clásicamente convencional, pero que ahora se cuenta con una sinceridad infantil tan embriagadora y una maravilla de cuento de hadas ominosa que te devuelve a lo que los cómics, en su mejor momento, siempre han tratado de hacer: hacerte sentir como si estuvieras viendo a los dioses jugando en la Tierra". Matt Zoller Seitz, de RogerEbert.com, dio a la película una calificación de 3 5 sobre 4, diciendo: "No veo cómo es posible poner esta versión del proyecto al lado de la de 2017 y no reconocer que es superior en todos los sentidos". Bilge Ebiri de Vulture dijo: "El Snyder Cut tiene su parte de problemas -cuando se obtiene lo mejor de Snyder, también se obtiene lo peor-, pero es una obra innegablemente apasionada y conmovedora. Se gana su autoestima".
Mick LaSalle, del San Francisco Chronicle, hizo una crítica positiva de la película, afirmando que "La Liga de la Justicia de Zack Snyder convierte una mala película en una obra de arte épica" y que "es el intento de Snyder de hacer la mejor película de superhéroes de la historia, un intento sincero de obra maestra, y aunque no lo consigue del todo, ha hecho algo épico. Y lo ha hecho con integridad". Eric Kohn, de IndieWire, hizo una reseña más crítica de la película, afirmando que "representa innegablemente la visión singular de un cineasta cuyo enfoque maximalista puede repeler a tanta gente como deleitarla" y que "ciertamente ofrece un genuino cine de atracción para aquellos que lo exigieron en primer lugar", pero criticó la duración diciendo que "la naturaleza prolongada de esta trama relativamente simple de héroes que salvan el mundo a menudo sólo equivale a un ejercicio gratuito de estilo".
Tom Jorgensen, de IGN, ha valorado la película con un 8 sobre 10, afirmando que "La Liga de la Justicia de Zack Snyder es una sorprendente reivindicación para el director y los fans que creyeron en su visión. Con un enfoque maduro de su drama de superhéroes, unos antagonistas mejor realizados y una acción mejorada, la versión de Snyder de la Liga de la Justicia salva la película del basurero de la historia, algo que probablemente sólo podría haber ocurrido en una plataforma de streaming como HBO Max". Aunque no todos los añadidos parecen totalmente necesarios, y algunos nuevos efectos visuales sobresalen por su falta de pulido, es difícil exagerar lo mucho más agradable que es esta versión de la Liga de la Justicia".

### Premios
| Año  | Premio                                 | Categoría                               | Destinatario                                                   | Resultado |
| ---- | -------------------------------------- | --------------------------------------- | -------------------------------------------------------------- | --------- |
| 2021 | MTV Movie & TV Awards                  | Best Fight                              | "Final Fight vs. Steppenwolf" – Zack Snyder's Justice League   | Nominado  |
| 2021 | Golden Trailer Awards                  | Best Action Poster                      | Zack Snyder's Justice League Key Art, HBO Max, Gravillis       | Nominado  |
| 2021 | Golden Trailer Awards                  | Best Wildposts                          | Zack Snyder's Justice League Character Art, HBO Max, Gravillis | Ganador   |
| 2021 | AEAF                                   | Feature Film - VFX                      | Special Merit for Weta Digital                                 | Ganador   |
| 2021 | Dragon Awards                          | Best Science Fiction or Fantasy Movie   | Zack Snyder's Justice League (as Justice League)               | Nominado  |
| 2021 | Clio Awards                            | Clio Entertainment 2021 Silver Winner   | Mother Box Origins, yU+co                                      | Ganador   |
| 2021 | Concept Art Awards                     | Best Live-Action Feature Character      | Batman Tactical Suit – Jerad Marantz                           | Ganador   |
| 2022 | Hawaii Film Critics Society            | Best Comic Book Movie                   | Zack Snyder's Justice League                                   | Nominado  |
| 2022 | North American Film Critic Association | Best Streaming Movie                    | Zack Snyder's Justice League                                   | Ganador   |
| 2022 | Critics' Choice Super Awards           | Best Superhero Movie                    | Zack Snyder's Justice League                                   | Nominado  |
| 2022 | Critics' Choice Super Awards           | Best Actress in a Superhero Movie       | Gal Gadot                                                      | Nominado  |
| 2022 | Premios Óscar                          | Oscars Cheer Moment Twitter Sweepstakes | Zack Snyder's Justice League                                   | Ganador   |